# لئو زیلارد
لئو سیلارد، نیز شناخته شده به زیلارد (مجاری: Szilárd Leó؛ زاده ۱۸۹۸ در بوداپست – درگذشته ۱۹۶۴ در لا هویا) فیزیکدان و مخترع مجاری-آمریکایی بود که از مهم‌ترین افراد در کشف انرژی هسته‌ای و تولید بمب اتمی محسوب می‌شود.
ایده واکنش زنجیره‌ای هسته‌ای نخستین بار در سال ۱۹۳۳ توسط سیلارد مطرح شد. او و انریکو فرمی ایده ساخت راکتور اتمی را نیز به نام خود ثبت کردند. نامه معروف اینشتین به روزولت رئیس‌جمهور آمریکا در سال ۱۹۳۹ در مورد لزوم ساخت بمب اتمی در واقع به قلم سیلارد (و با مشورت چند فیزیکدان دیگر) نوشته شده اما چون او در آن زمان دانشمند برجسته‌ای نبود، اینشتین آن را امضا کرده بود، نامه‌ای که منجر به آغاز پروژه منهتن برای تولید نخستین بمب اتمی شد.
زیلارد ایده ساخت شتاب‌دهنده ذره‌ای خطی، شتاب‌دهنده حلقوی و میکروسکوپ الکترونی را نیز مطرح کرده اما هیچ‌کدام از آن‌ها را در ژورنال‌های علمی منتشر نکرد و خودش نیز هیچ‌کدام از آن ابزارها را نساخت. به همین دلیل هیچ‌وقت جایزه نوبل فیزیک دریافت نکرد درحالی‌که چندین نفر به دلیل کار بر روی نظریات او موفق به دریافت نوبل شدند.

## یادداشت

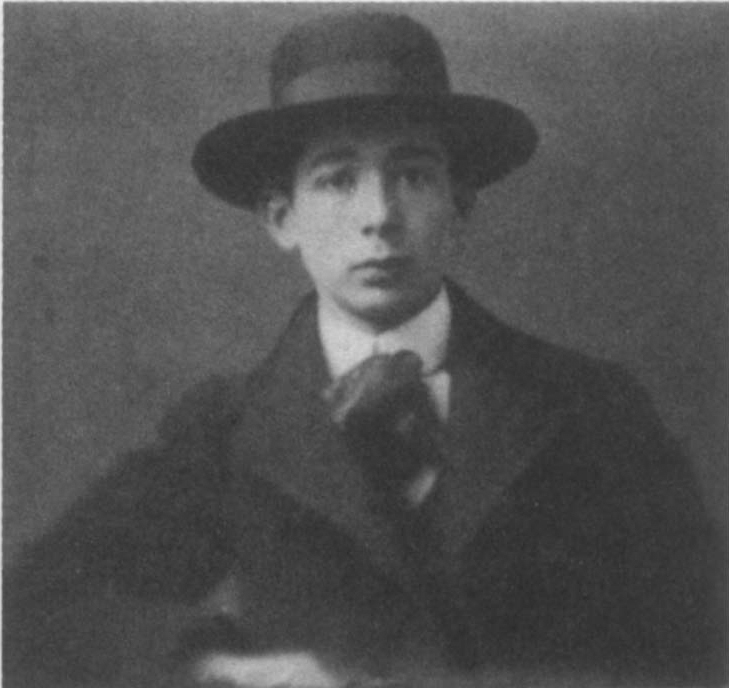

1. ↑  تلفظ اصلی